# Huangjing (socken i Kina, Sichuan)
Huangjing (kinesiska: 黄荆乡, 黄荆) är en socken i Kina. Den ligger i provinsen Sichuan, i den sydvästra delen av landet, omkring 320 kilometer sydost om provinshuvudstaden Chengdu. Antalet invånare är 3 792. Befolkningen består av 1 741 kvinnor och 2 051 män. Barn under 15 år utgör 19,0 %, vuxna 15-64 år 68 %, och äldre över 65 år 11,0 %.
Genomsnittlig årsnederbörd är 1 326 millimeter. Den regnigaste månaden är juni, med i genomsnitt 216 mm nederbörd, och den torraste är januari, med 26 mm nederbörd.